# Наказателна отговорност във френското право
Наказателната отговорност във френското наказателно право е задължението да се отговаря за извършените нарушения и да се изтърпява наказанието, предвидено в законодателството, уреждащо въпросното нарушение.
В демокрацията гражданите имат права, но и задължения: със свободата идва и отговорността.
За разлика от гражданската отговорност, задължението да се отговаря за причинени вреди или чрез поправяне, или чрез изплащане на щети и лихви за тях, наказателната отговорност предполага правна защита на държавата срещу нарушаване на мира. Това включва три основни фактора:
- участие в престъпление
- форми на наказателна отговорност
- изключения от наказателната отговорност.

## Отговорни лица: принципът на отговорност за личните действия

### Възникване на отговорността на непълнолетните
Във Франция непълнолетен на 16 години не може да бъде осъден на наказание, но въпреки това е отговорен за действията си. Член 122-8 от Наказателния кодекс гласи, че " малолетните, способни на разпознаване, носят наказателна отговорност за престъпленията, наказуемите простъпки или престъпленията, за които са признати за виновни.
Член 122-8 е без възможност за обжалване: непълнолетен, който има проницателност, е отговорен за своите действия. И все пак, многото мерки, които се отнасят до него, са склонни да сеят съмнение сред практикуващите юристи, а някои произведения все още говорят за липсата на отговорност на непълнолетни правонарушители.
Орденът в° 45-171 от 2 февруари 1945 г. разглежда следните категории незначителни и мерките, които предвижда за тях:
- Малолетно или непълнолетно лице на 14 години без преценка: абсолютна наказателна безотговорност
- Непълнолетен на 16 години с проницателност: води до "налагане на възпитателни мерки". Трябва да се прави разлика между деца под 16 години и тези на възраст 14-16 години,подлежащи на образователни санкции, спорни мерки, тъй като те седят на границата между наказанието и образованието.
- Непълнолетни на възраст от 16 до 18 години: извън образователните мерки правната система е склонна да счита, че тяхната отговорност е отслабена и те понасят само половината от наказанието по обичайното право, което не може да надвишава 10 години лишаване от свобода.
- Младежи на възраст от 18 до 21 години: също има полза от извинението на малцинството, но по принцип може да бъде оттеглено в случай на второ повторно нарушение на конкретни престъпления или когато "обстоятелствата по случая и личността на непълнолетния оправдават това" .